# Бухер, Сильвана
Сильвана Бухер (нем. Silvana Bucher, род. 3 февраля 1984 года в Мальтерс, Швейцария) — швейцарская лыжница, участница Олимпийских игр в Ванкувере. Универсал, одинаково успешно выступает и в спринтерских и в дистанционных гонках.
В Кубке мира Бухер дебютировала в 2006 году, в марте 2007 года впервые в карьере попала в десятку лучших на этапе Кубка мира, в эстафете. Всего на сегодняшний момент имеет 7 попаданий в десятку лучших на этапах Кубка мира, 6 в командных гонках и 1 в личных. Лучшим достижением Бухер в общем итоговом зачёте Кубка мира являются 65-е места в сезонах 2007/08 и 2009/10.
На Олимпиаде-2010 в Ванкувере заняла 17-е место в командном спринте.
За свою карьеру участвовала в двух чемпионатах мира, лучший результат 9-е место в эстафете на чемпионате мира 2007 года, а в личных гонках 19-е место в масс-старте на 30 км на чемпионате 2011 года.
Использует лыжи производства фирмы Rossignol.